# Futebol Clube de Cortegaça
O Futebol Clube de Cortegaça, também conhecido como FC Cortegaça, ou simplesmente Cortegaça é um clube de futebol português, fundado em 5 de janeiro de 1923, como o nome de Football Club de Cortegaça, por César Cardoso, em Cortegaça (Ovar), vila onde ainda se encontra sediado.
Apesar de ser um clube histórico regional, na AF Aveiro, o FC Cortegaça teve algumas complicações em "manter-se de pé" nos últimos anos, sendo que no início da segunda década do século XXI quase desapareceu. Foi recuperado às mãos de Sérgio Oliveira e Celso Camboa, donos do FutPark, uma escola de futebol vizinha ao clube, que assumiram a presidência do clube em 2013, sendo que, nos dias de hoje, apresenta uma formação que conta com quase três centenas de crianças e jovens, de todos os escalões, numa freguesia com cerca de 4 000 habitantes.

## História

#### Futebol Clube de Cortegaça (antecedentes)
O primeiro clube de futebol de Cortegaça, surgiu em 1914 como «Sport Clube Cortegacense», pelas mãos de "um grupo de rapazes" que "tendo número suficiente de jogadores", treinava, em campo improvisado, para os lados dos Passos e dos Sobrais". Norberto  Costa, presidente do SCC, acabou por resolver transferir a sede para o Lugar da Estrada.
Depressa o "bichinho" se espalhou e nasceu um outro clube: o «Alegria Futebol Club», surgido de outro grupo no Lugar do Souto.

#### A criação do clube e a cena histórica da "Pancadaria do Lavradio"
Em 5 de janeiro de 1923, foi então fundado o Futebol Clube de Cortegaça, tendo tido como grande entusiasta César Cardoso. Inscreveu-se na Associação de Futebol de Aveiro e começou a disputar os campeonatos de 'promoção'. O clube começou por jogar num campo de jogos, construído em 1925, no Lugar do Apeadeiro, tendo sido depois transferido para o Campo do Lavradio (onde hoje se encontra a empresa Safina).
Isto gerou uma enorme onda de alegria e entusiasmo que se estendeu a toda a terra e culminou com uma cena menos feliz: "A Pancadaria do Lavradio". Corria o 4º mês de 1934, quando, num encontro com a Oliveirense, houve uma invasão de campo por parte dos vareiros, motivada por um penálti assinalado aos visitantes que desempata o jogo. O árbitro e a equipa adversária foram agredidos de tal forma, que um dos elementos da formação de Oliveira de Azeméis saiu com uma fratura nas costas. Este episódio causou tantas despesas ao FC Cortegaça, que na época de 1934/35 acabou por desaparecer.

#### As décadas  gloriosas de 70, 80, e 90 do século XX
Após esse longo interregno, o FC Cortegaça apareceu em 1970, no Parque do Buçaquinho começando por disputar a 2ª Divisão Distrital de Aveiro, em busca de uma subida. Nessa época conseguiram a tão esperada promoção, conquistando assim o seu primeiro título na época de 1970/71, pelas mãos do mister Paulino.
Depois disto, o Cortegaça afirmou-se de uma forma maravilhosa, tendo conquistado uma data de títulos nas camadas de formação, do qual se destaca o Campeonato Distrital de Juniores e consequente subida ao Nacional de Sub-19 e o segundo título sénior em 1988/1989, na II Divisão de Aveiro.

#### Século XXI e presente
Por fim, no final da década de 2000, o FC Cortegaça era um clube com um grande potencial no Futebol Feminino. No entanto não bastou para o seu quase desaparecimento: perdera influência local e tinha problemas financeiros. Em 2013, Sérgio Oliveira e Celso Camboa, donos do FutPark, uma escola de futebol vizinha ao clube, assumiram a presidência do clube, sendo que nos dias de hoje apresenta uma formação que conta com quase três centenas de crianças e jovens, de todos os escalões, numa freguesia com cerca de 4000 habitantes e uma equipa sénior feminina na III Divisão Nacional. A nível de infraestruturas, o clube partilha os 4 balneários do Buçaquinho, com a Florgrade FC, e detêm dois campos de relva sintética (de 7 e de 11), em consonância com outro mais pequeno pertencente ao FutPark, também relvado desta forma. Estes têm bancadas nas duas laterais (campo de 7) e numa lateral (campo de 11). Conta atualmente com mais de um milhar de sócios, tendo já vencido dois títulos em camadas de formação com esta nova presidência.

## Palmarés
| Categoria | Campeonato                        | Nº de conquistas | Época(s)            | Notas                                                  |
| --------- | --------------------------------- | ---------------- | ------------------- | ------------------------------------------------------ |
| Sénior    | 2ª Divisão de Aveiro              | 2                | 1970/1971 1988/1989 |                                                        |
| Juniores  | Campeonato Regional da 1ª Divisão | 1                | 1979/1980           | Consequente subida ao Campeonato Nacional de Juniores  |
| Juvenis   | Campeonato Regional               | 1                | 1978/1979           |                                                        |
| Juvenis   | 2ª Divisão de Aveiro              | 1                | 2018/2019           |                                                        |
| Iniciados | Campeonato Regional               | 1                | 1977/1978           | Consequente subida ao Campeonato Nacional de Iniciados |
| Iniciados | 2ª Divisão de Aveiro              | 1                | 2016/2017           |                                                        |